# Studenec pri Krtini
Studenec pri Krtini je naselje v Občini Domžale. Ponaša se z objektom Poletno gledališče Studenec.